# Pistolet maszynowy Uzi

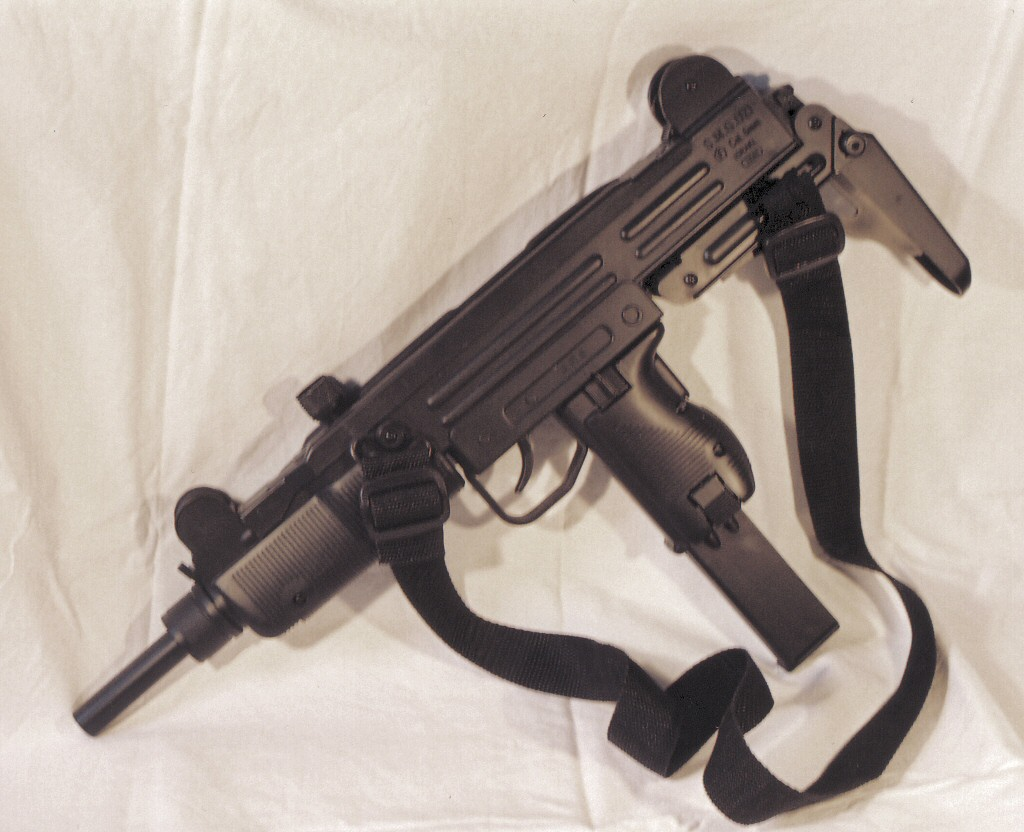
Pistolet maszynowy Uzi

Uzi – izraelski pistolet maszynowy produkowany przez Israel Military Industries (IMI), Israel Weapon Industries (IWI).

## Historia konstrukcji

### Pistolet maszynowy Uzi
W 1951 roku izraelski konstruktor Uziel Gal zaprojektował pistolet maszynowy, który nazwano Uzi (od jego imienia), a prace nad jego ostatecznym opracowaniem trwały do 1956 roku. Od 1956 roku pistolet ten był produkowany w zakładach Israel Military Industries (IMI), a później także na licencji w belgijskiej wytwórni Farbrique Nationale d'Armes de Guerre (FN). Jest przystosowany do strzelania nabojem pistoletowym 9 × 19 mm Parabellum.
Uzi jest bronią samoczynno-samopowtarzalną (na ogień pojedynczy i ciągły) strzelającą z zamka otwartego. Działa na zasadzie wykorzystania energii zamka swobodnego a nakłucie spłonki następuje, gdy zamek znajduje się w końcowej fazie ruchu do przodu. To rozwiązanie pozwala na wykorzystanie efektu tzw. wyrzutu zamka, polegającego na tym, że w końcowej fazie powrotu zamek nie uderza w tylne ścięcie lufy, lecz wyhamowywany jest przez wysuwającą się z komory nabojowej łuskę, a następnie pod wpływem dalszego wzrostu ciśnienia – odrzucony w tylne położenie. Zastosowanie takiego rozwiązania pozwoliło na wydłużenie lufy do 260 mm, przy zachowaniu warunków niezawodnego działania i bezpieczeństwa jej użytkowania. Natomiast wydłużenie lufy zwiększyło prędkość początkową pocisku do 400 m/s i jego energii do 640 J. Przez zastosowanie zamka nasuwającego się i obejmującego lufę, skrócono długość broni i zabezpieczono użytkownika przed skutkami rozerwania się łuski przy przedwczesnym lub opóźnionym zapłonie. Dźwignia do napinania zamka która nie porusza się podczas strzelania umieszczona jest w wycięciu pokrywy komory zamkowej w jej górnej części, posiada także własną sprężynę powrotną. Zamek wyposażono w iglicę stałą, wystającą, podparty jest sprężyną powrotną, spełniającą rolę funkcji sprężyny uderzeniowej. Przełącznik rodzaju ognia jest równocześnie bezpiecznikiem przed przypadkowym wystrzałem, dodatkowo posiada on bezpiecznik samoczynny umieszczony w chwycie, który wyłącza się przy ujęciu chwytu ręką. Broń zasilana jest z magazynków pudełkowych o pojemności 25 i 32 nabojów umieszczonych w chwycie. Naboje w magazynku umieszczone są pod kątem w stosunku do osi lufy, dzięki czemu iglica może uderzyć w spłonkę dopiero po wprowadzeniu naboju do komory nabojowej. Uzi wyposażony jest w przeziernikowy celownik przerzutowy z nastawami na 100 i 200 m. Broń produkowana jest ze składaną kolbą metalową lub stałą kolbą drewnianą. Większość elementów wykonywanych jest metodą tłoczenia.

### Pistolet maszynowy Mini Uzi
Produkcję nowego modelu pistoletu maszynowego Uzi oznaczonego jako Mini Uzi rozpoczęto w październiku 1982 roku w firmie Israel Military Industries (IMI). Jest skróconą i lżejszą wersją pistoletu maszynowego Uzi.
Zasada działania i główne mechanizmy pozostały takie same, zmieniono natomiast kolbę, wprowadzono także trzeci rodzaj magazynka o pojemności 20 nabojów. Wprowadzono również do wyposażenia broni tłumik ognia, nasadkę do miotania granatów oraz lunetę ze wzmacniaczem obrazu. Nowa kolba składa się na prawą stronę. Nastawy celownika 50 i 100 m.

### Pistolet maszynowy Micro Uzi
W połowie lat osiemdziesiątych opracowano jeszcze mniejszą wersję pistoletu maszynowego i oznaczono ją jako Micro Uzi. Jest to skrócona i lżejsza wersja Mini Uzi. Działanie i główne mechanizmy pozostały takie same, zasilanie odbywa się tylko z magazynka pudełkowego 20-nabojowego. Micro Uzi produkowany jest również w wersji przystosowanej do strzelania 11,43 × 23 mm nabojem pistoletowym Colt (0,45 cala ACP)

## Zastosowanie
Pistolet maszynowy Uzi znajdował się na wyposażeniu wojsk lądowych Izraela (wycofany z uzbrojenia w 2004 roku, zastąpiony przez karabiny MTAR-21) oraz wciąż jest używany przez armie Belgii, Niemiec, Holandii, Iranu, Tajlandii i Wenezueli. Zostały też w niewielkiej ilości zakupione przez polską policję. Można je oglądać m.in. w rękach policjantów strzegących ambasady USA w Warszawie.
Wersje pistoletu oznaczone jako Mini Uzi i Micro Uzi są stosowane przez siły policyjne, służby bezpieczeństwa i oddziały specjalne.

## Dane taktyczno-techniczne modeli pistoletów maszynowych Uzi
| Model                                                 | Uzi                                            | Mini Uzi                                              | Micro Uzi                               |
| ----------------------------------------------------- | ---------------------------------------------- | ----------------------------------------------------- | --------------------------------------- |
| Kaliber (mm)                                          | 9                                              | 9                                                     | 9 lub 11,43                             |
| Masa broni bez magazynka (kg)                         | 3,5 (z kolbą drewnianą) 3,6 (z kolbą metalową) | 2,65                                                  | 1,95                                    |
| Masa pustego magazynka (g)                            | 200 (25-nabojowy) 220 (32-nabojowy)            |                                                       |                                         |
| Masa załadowanego magazynka (g)                       | 490 (25-nabojowy) 600 (32-nabojowy)            | 450 (20-nabojowy) 490 (25-nabojowy) 600 (32-nabojowy) |                                         |
| Długość broni z kolbą stałą (metalową rozłożoną) (mm) | 650                                            | 600                                                   | 460                                     |
| Długość broni z kolbą złożoną (mm)                    | 470                                            | 360                                                   | 250                                     |
| Długość linii celowania (mm)                          | 309                                            | 235                                                   |                                         |
| Długość lufy (mm)                                     | 260                                            | 197                                                   | 117                                     |
| Prędkość początkowa pocisku (m/s)                     | 400                                            | 350                                                   | 350 (pocisk 9 mm) 240 (pocisk 11,43 mm) |
| Szybkostrzelność teoretyczna (strz./min.)             | 600                                            | 1200                                                  | 1250                                    |
| Donośność skuteczna (m)                               | 200                                            | 150                                                   |                                         |
| Pojemność magazynka (szt.)                            | 25, 32                                         | 20, 25, 32                                            | 20                                      |

## Wpływy kulturowe

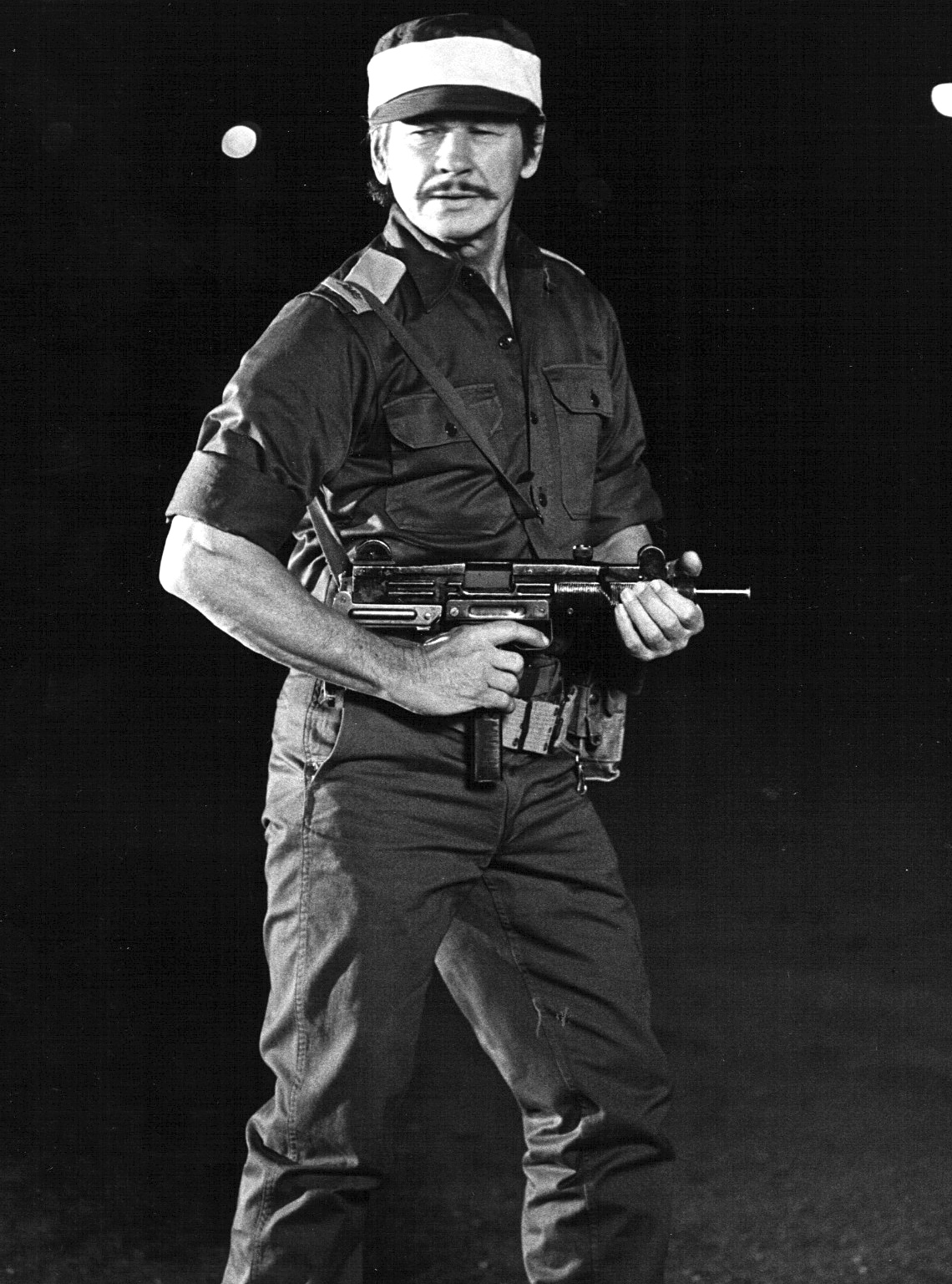
Charles Bronson z pistoletem maszynowym Uzi w filmie Atak na Entebbe (1977)

Pistolet maszynowy Uzi można zobaczyć w wielu znanych filmach, zwłaszcza tych z gatunku kina akcji jako broń głównych bohaterów (i nie tylko). Posługiwał się nim m.in. Arnold Schwarzenegger w filmie Terminator (w scenie masakry w barze „Tech-Noir”) i Komando (w scenie ataku na rezydencję Ariusa) oraz Bryan Brown i Jerry Orbach w F/X. Chuck Norris w filmach ze swoim udziałem często używał różnych odmian tej broni. Uzi był podstawową bronią najemników w filmie Psy wojny (chociaż w literackim pierwowzorze był to niemiecki MP-40). Pojawia się w ostatnich scenach filmu przygód o Jamesie Bondzie pt. Tylko dla twoich oczu.